# Levidi
Levidi (in greco Λεβίδι?) è un ex comune della Grecia nella periferia del Peloponneso di 4 131 abitanti secondo i dati del censimento 2001.
È stato soppresso a seguito della riforma amministrativa detta Programma Callicrate in vigore dal gennaio 2011 ed è ora compreso nel comune di Tripoli.

## Località
Levidi è formato dall'insieme delle seguenti località (popolazione al 2001):
- Chotoussa (pop: 108)
- Daras (pop: 474)
- Kandila (pop: 898, Kandila, Diakopi, Moni Kandilas)
- Kardaras (pop: 47)
- Komi (pop: 97)
- Levidi (pop: 1,219)
- Limni (pop: 260)
- Orchomenos (pop: 16, Orchomenos, Roussis)
- Palaiopyrgos (pop: 325)
- Panagitsa (pop: 115)
- Vlacherna (pop: 568)